# 아이제나허 모토렌베르크

로고

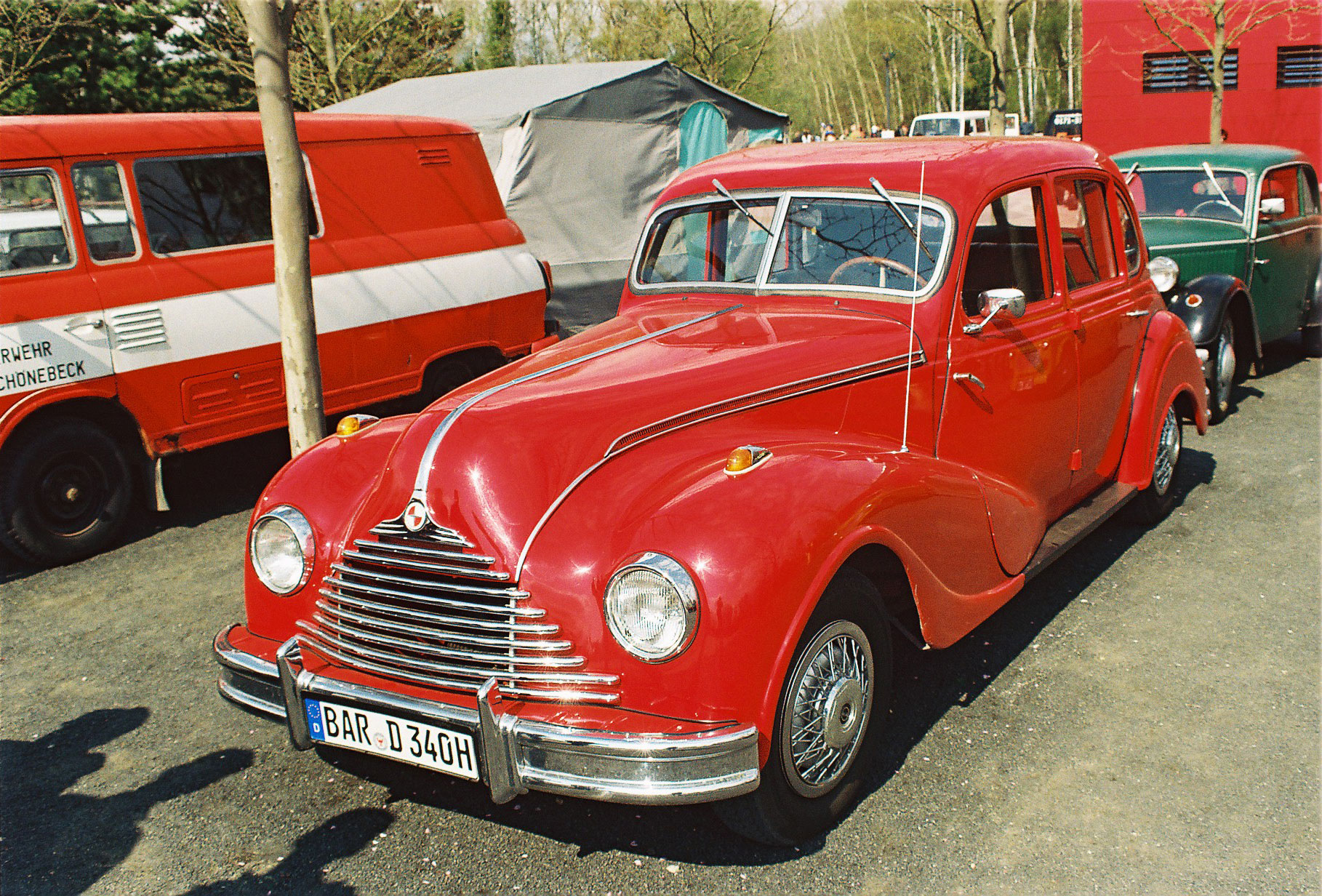
1952-1955년 EMW 340

아이제나허 모토렌베르크(Eisenacher Motorenwerk, EMW)는 아이제나흐에 본사를 둔 동독의 자동차 및 오토바이 제조업체였다. EMW도 1953년 컨스트럭터로 포뮬러 원에 참가했지만 1953년 독일 그랑프리라는 단 한 번의 경주에만 참가했다. 자동차는 배기 문제로 12바퀴를 돌고 퇴역했다.